# Vendo a Mim Mesmo
Vendo a Mim Mesmo é o segundo álbum do cantor e compositor brasileiro Jay Vaquer.
Gravado em 2003 e lançado em 2004 com o selo EMI, o álbum conta com 13 faixas, entre elas regravações de sucesso de grandes artistas brasileiro, como Preciso Dizer que Te Amo, de Cazuza, e Condição, de Lulu Santos.
Desse álbum saiu seu terceiro clipe, para a música "Pode Agradecer (Relationshit)", obtendo destaque novamente na MTV.

## Faixas
| N.º            | Título                                                     | Compositor(es)           | Duração |  |
| 1.             | "Me Tira Daquiii! (Vendo, Vendo, Vendo)"                   | Jay Vaquer               | 3:16    |  |
| 2.             | "Pode Agradecer (Relationshit)"                            | Jay Vaquer               | 3:11    |  |
| 3.             | "Preciso Dizer que Te Amo"                                 | Dé/Bebel Gilberto/Cazuza | 3:49    |  |
| 4.             | "Mais um Dia"                                              | Jay Vaquer               | 3:51    |  |
| 5.             | "Sa-Ma-Ra - Samadhi (Quiçá Jabaless Radio Edit)"           | Jay Vaquer               | 3:07    |  |
| 6.             | "Idade Se Eu Quiser (Neverland's Mix)"                     | Jay Vaquer               | 3:51    |  |
| 7.             | "Aquela Música"                                            | Jay Vaquer               | 2:26    |  |
| 8.             | "Foi no Mês que Vem"                                       | Vítor Ramil              | 3:40    |  |
| 9.             | "Condição"                                                 | Lulu Santos              | 3:47    |  |
| 10.            | "Por Nada e Por Ninguém"                                   | Edu Tedeschi             | 3:43    |  |
| 11.            | "Assim, de Repente ("Unbewithable Ya"...Acoustic Version)" | Jay Vaquer               | 4:08    |  |
| 12.            | "Abismo (Under Doses)"                                     | Jay Vaquer               | 4:16    |  |
| 13.            | "Todos os Fracos (Ode aos fortes)"                         | Jay Vaquer               | 5:07    |  |
| Duração total: | Duração total:                                             | Duração total:           | 48:02   |  |

## Prêmios e indicações
| Ano  | Indicação ("Canção"/Álbum)      | Prêmio   | Categoria                                      | Resultado | Ref.  |
| ---- | ------------------------------- | -------- | ---------------------------------------------- | --------- | ----- |
| 2004 | "Pode Agradecer (Relationshit)" | VMB 2004 | Melhor Videoclipe do Ano: Escolha da Audiência | Indicado  | [ 6 ] |